# Huntington (Cheshire)
Huntington – wieś w Anglii, w hrabstwie ceremonialnym Cheshire, w dystrykcie (unitary authority) Cheshire West and Chester. Leży 3 km na południowy wschód od miasta Chester i 263 km na północny zachód od Londynu. W 2001 miejscowość liczyła 1961 mieszkańców.